# Атіба Гатчинсон
Атіба Гатчинсон (англ. Atiba Hutchinson, нар. 8 лютого 1983, Брамптон) — канадський футболіст, півзахисник збірної Канади та турецького «Бешикташа».

## Клубна кар'єра
У дорослому футболі дебютував 2002 року виступами за команду клубу «Йорк Ріджен Шутерс» з передмістя Торонто.
Згодом з 2002 по 2003 рік грав у складі команд «Торонто Линкс» та шведського «Естерс».
Своєю грою за останню команду привернув увагу представників тренерського штабу клубу «Гельсінгборг», до складу якого приєднався 2004 року. Відіграв за команду з Гельсінгборга наступні один сезон своєї ігрової кар'єри. Більшість часу, проведеного у складі «Гельсінгборга», був основним гравцем команди.
У 2006 році уклав контракт з клубом «Копенгаген», у складі якого провів наступні чотири роки своєї кар'єри гравця. Граючи у складі «Копенгагена» також здебільшого виходив на поле в основному складі команди. За цей час тричі виборював титул чемпіона Данії.
До складу нідерландського клубу ПСВ приєднався 2010 року. Протягом трьох років провів за команду з Ейндговена 80 матчів в національному чемпіонаті. 
Після завершення контракту з ПСВ залишив Нідерланди і 30 липня 2013 року на правах вільного агента приєднався до турецького «Бешикташа».

## Виступи за збірні
Протягом 2001–2004 років залучався до складу молодіжної збірної Канади. На молодіжному рівні зіграв у 29 офіційних матчах.
У 2003 році дебютував в офіційних матчах у складі національної збірної Канади. Наразі провів у формі головної команди країни 76 матчів, забивши 6 голів.
У складі збірної був учасником п'яти розіграшів Золотого кубка КОНКАКАФ: 2003, 2005, 2007, 2009 та 2011 років. Найвище досягнення канадської збірної на цих турнірах — бронзові нагороди за результатами розіграшу 2007 року.

## Титули і досягнення
- Чемпіон Данії (4):

«Копенгаген»: 2005-06, 2006-07, 2008-09, 2009-10
- Чемпіон Туреччини (3):

«Бешікташ»: 2015-16, 2016-17, 2020-21
- Володар Кубка Данії (1):

«Копенгаген»: 2008-09
- Володар Кубка Нідерландів (1):

ПСВ: 2011-12
- Володар Суперкубка Нідерландів (1):

ПСВ: 2012
- Володар Кубка Туреччини (1):

«Бешикташ»: 2020-21
- Володар Суперкубка Туреччини (1):

«Бешикташ»: 2021